# Liberato Cacace
Liberato Gianpaolo Cacace (* 27. September 2000 in Wellington) ist ein neuseeländischer Fußballspieler italienischer Herkunft, der seit August 2020 beim belgischen Erstligisten VV St. Truiden unter Vertrag steht und an den FC Empoli ausgeliehen ist. Der linke Außenverteidiger ist seit Juni 2018 neuseeländischer Nationalspieler.

## Karriere

### Verein
Liberato Cacace wurde in Wellington als Sohn italienischer Immigranten geboren. Sein aus Massa Lubrense stammender Vater führt in der neuseeländischen Hauptstadt ein italienisches Restaurant. Liberato begann seine fußballerische Ausbildung bei Island Bay United und im Sommer 2016 wechselte er zu den Wellington Phoenix Reserves, die als Reservemannschaft von Wellington Phoenix in der höchsten neuseeländischen Spielklasse ihre Spiele bestreiten. Sein Debüt in der Premiership gab er am 22. Oktober 2016 (1. Spieltag) bei der 1:2-Heimniederlage gegen die Eastern Suburbs, als er in der 75. Spielminute für Luke Tongue eingewechselt wurde. Während er in dieser Saison 2016/17 noch sporadisch in acht Ligaspiele zum Einsatz kam, gelang ihm in der nächsten Spielzeit 2017/18 der endgültige Sprung in die Startelf. Im Februar 2018 gehörte er erstmals dem Kader der ersten Mannschaft an. Sein A-League-Debüt bestritt er am 2. Februar 2018 (19. Spieltag) bei der 0:4-Auswärtsniederlage gegen den Sydney FC, als er in der 54. Spielminute für Matthew Ridenton eingewechselt wurde. In dieser Spielzeit 2017/18 absolvierte der linke Außenverteidiger sieben Einsätze in der höchsten australischen Spielklasse.
Am 18. Mai 2018 unterzeichnete er einen neuen Zweijahresvertrag bei den Nix. Nach dem Abgang von Scott Galloway und dem langfristigen Verletzungsausfall von Tom Doyle, stieg Cacace zur Saison 2018/19 zum angestammten Außenverteidiger auf der linken Seite auf. Am 9. März 2019 (21. Spieltag) gelang ihm beim 8:2-Kantersieg gegen die Central Coast Mariners sein erstes Ligator. In dieser Spielzeit kam er in 26 Ligaspielen zum Einsatz, in denen er einen Treffer und drei Vorlagen sammeln konnte. Seinen Status als unumstrittene Stammkraft nahm er auch in die folgende Saison 2019/20 mit und er entwickelte sich trotz seines jungen Alters zu einem der besten Spieler der Liga auf seiner Position. In dieser Spielzeit konnte er in 25 Ligaeinsätzen drei Torerfolge und einen Assist verbuchen.
Am 27. August 2020 wechselte er zum belgischen Erstligisten VV St. Truiden. Sein Debüt absolvierte er am 26. September 2020 (7. Spieltag) bei der 0:2-Auswärtsniederlage gegen den KV Mechelen.
In der Saison 2020/21 bestritt er 27 von 31 möglichen Ligaspielen sowie ein Pokalspiel für St. Truiden. In der Folgesaison waren es 23 von 25 möglichen Ligaspielen. Ende Januar 2022 wurde er bis zum Ende der Saison mit anschließender Kaufoption an den italienischen Erstligisten FC Empoli ausgeliehen.

### Nationalmannschaft
Cacace gewann mit der neuseeländischen U17-Nationalmannschaft die U17-Ozeanienmeisterschaft 2017 in Tahiti. Dieser Sieg qualifizierte die Auswahl zur Teilnahme an der U17-Weltmeisterschaft 2017 in Indien, wo er in allen drei Gruppenspielen zum Einsatz kam.
Mit der U20 nahm er an der U20-Weltmeisterschaft 2019 in Polen teil und überstand mit den Junior All Whites die Gruppenphase erfolgreich als Zweiter. Im Achtelfinale schied die Auswahl jedoch im Elfmeterschießen gegen Kolumbien aus.
Am 5. Juni 2018 debütierte er beim 1:0-Testspielsieg gegen Chinesisch Taipeh in der A-Nationalmannschaft.

## Erfolge

### Nationalmannschaft
- U17-Ozeanienmeister 2017
- Ozeanienmeister 2024

### Individuelle Auszeichnungen
- Wellington Phoenix U23 Player of the Year: 2018/19
- PFA Team of the Season: 2019/20
- Harry Kewell Medal: 2019/20
- Bester Spieler der Ozeanienmeisterschaft 2024